# Johnathon Banks
Johnathon Maurice Banks (* 22. Juni 1982 in Southfield, Michigan) ist ein ehemaliger US-amerikanischer Profiboxer und Trainer.

## Laufbahn

### Boxer
Banks, der in Detroit mit zehn Geschwistern aufwuchs und im Alter von 14 Jahren mit dem Boxsport begann, kämpfte im Cruisergewicht und war vom 12. Juli 2008 bis zum 27. Februar 2009 IBO-Weltmeister. Sein Profidebüt hatte er am 30. Juli 2004 gegen Deandre McCole bestritten. Am 22. Juni 2013 verlor er den Titelkampf um die WBO-Weltmeisterschaft gegen Seth Mitchell.
Bei seinem Comeback am 11. Dezember 2014 verlor er durch K. o. gegen Antonio Tarver in Temescula. Dieser Kampf war sein letzter als Profiboxer.

### Trainer
Nach dem Tod von Emanuel Steward im Oktober 2012 wurde Banks im November 2012 der neue Trainer seines bisherigen Sparringpartners Wladimir Klitschko. Banks hatte auch als Assistenztrainer Stewards gearbeitet. Er wurde damit der einzige Weltmeistertrainer, der selbst noch als Profiboxer im Ring stand. Er betreute Klitschko bis zu dessen letztem Kampf gegen Anthony Joshua im Jahr 2017. Im Frühjahr 2019 wurde er neuer Trainer von Gennadi Golowkin, später betreute er Badou Jack.